# 戒名メーカー
戒名メーカーはモアイソフトが開発した多宗派対応の戒名自動生成及び編集機能を持ったアプリである。
アンドロイドか、iPhone、iPod touch、iPadなどのiOSを搭載したスマートフォンで動作する。
2019年5月7日に初出のバージョン1.00が公開された。
その後2024年12月19日には、Joy-Conで木魚が演奏できるなどの機能を追加したNintendo Switch版が発売された。

## 概要
戒名メーカーは、戒名自動生成ツールのひとつ。戒名自動生成ツールは、戒名を人力に頼らず自動生成する目的で作成されたアプリケーションソフトウェアであり、通常仏教に対する高度な知識がや手間が要求される戒名の製作をソフトウェアに肩代わりさせて省力化できるものである。
戒名自動生成アプリ、戒名自動生成ソフトなどともいう。
また、「戒名」メーカーとあるが、この戒名とは一般的な呼称であり、宗派により呼び方が異なる。
例えば、法名（浄土真宗）、法号（日蓮宗）、名號（時宗）などと呼ばれており、戒名メーカーはその全てに対応している。

## 仕組み
利用者は、アプリ上で俗名・性別・年齢・宗派・信仰レベル・職業・特技・趣味・座右の銘その他の情報を入力する必要がある。
これらの情報を入力した後、自動生成ボタンをタッチすることで自動生成される。
自動生成は、先ほど入力した情報を元に行われる。

まず、宗派ごとに「□□院○○△△居士」 といった、大まかなレイアウトが宗派によって決定される。
例えば、浄土真宗なら、「□□院釋××」となる。
そして、性別によって院号が決定され、宗派によって取り入れられることがある、日号、妙号、阿号、弌号なども考慮して基本レイアウトが完成される。

そのレイアウトに戒名（法名・法号・名號）・道号・院号などを決定し、あてはめてゆく。
```
戒名
・
道号
・
院号
に使用する漢字は、以下の規則に従って選定される。
```

- 仏教や宗派の慣習を考慮して構成
- 平仄を考慮して語呂が良くなるように構成
- 俗名・性別・年齢・宗派・信仰レベル・職業・特技・趣味・座右の銘などの情報を元に生成される
- 上記情報は単純に漢字を転記するだけでなく、意味や類語を検証し関連する漢字を選定
- 好ましくない漢字を除外
- ユーザーが設定した漢字の出現率に従い選定
- 同じ文字が重複しないよう配置

なお、これらの生成過程は状況によって順序が前後することがある。

## 費用
戒名メーカーは無料アプリとなっており、ユーザーは無償で利用できる。
個人ユーザーだけでなく、寺社業務で僧侶などが使用する際も一切料金が掛からない点が、既存のパソコン用戒名自動生成ツールと異なっている。

また、利用者登録なども不要なため個人情報を晒すリスクもなく、商用利用も可能となっている。
2024年にダウンロード販売されたSwitch版は販売価格1,000円の有料ソフトとなっている点には注意が必要。かわりにソフト内に広告表示がない。また、その後の追加料金がかからない点は同じである。

## 主な機能
現行バージョンの戒名メーカーにおける機能の一例である。
- 自動生成
- 自由編集
- 漢字ごとに出現率を調整
- 位号・院号の自由選択
- 仏教の慣習や平仄を考慮した生成
- ウィザード形式でのプロフィール入力
- スマートフォンを簡易的な位牌として利用
- お鈴や木魚の演奏、自動演奏
- 証書発行と印刷
- 檀家の管理
- 有名人の戒名テンプレート表示

## 対応している宗派
最新バージョンでは以下の宗派に対応している。これら以外に、無宗教や不明な場合などの戒名にも対応している。
- 浄土宗
- 西山浄土宗
- 浄土真宗
- 真宗高田派
- 真言宗
- 曹洞宗
- 臨済宗
- 黄檗宗
- 天台宗
- 融通念仏宗
- 日蓮宗
- 日蓮正宗
- 時宗
- 律宗
- 神道